# Saxifraga fusca
Saxifraga fusca là một loài thực vật có hoa trong họ Saxifragaceae. Loài này được Maxim. miêu tả khoa học đầu tiên.